# 2,4-ジクロロフェノール-6-モノオキシゲナーゼ
2,4-ジクロロフェノール-6-モノオキシゲナーゼ（2,4-dichlorophenol 6-monooxygenase）は、1,4-ジクロロベンゼン分解酵素の一つで、次の化学反応を触媒する酸化還元酵素である。
2,4-ジクロロフェノール + NADPH + H+ + O2 {\displaystyle \rightleftharpoons } 3,5-ジクロロカテコール + NADP+ + H2O
この酵素の基質は2,4-ジクロロフェノール、NADPH、H+とO2で、生成物は3,5-ジクロロカテコール、NADP+とH2Oである。補酵素としてFADを用いる。
組織名は2,4-dichlorophenol,NADPH:oxygen oxidoreductase (6-hydroxylating)で、別名に2,4-dichlorophenol hydroxylase、2,4-dichlorophenol monooxygenaseがある。